# Guatteria guentheri
Guatteria guentheri este o specie de plante angiosperme din genul Guatteria, familia Annonaceae, descrisă de Friedrich Ludwig Diels. A fost clasificată de IUCN ca specie vulnerabilă. Conform Catalogue of Life specia Guatteria guentheri nu are subspecii cunoscute.